# ساحة الأمويين
ساحة الأمويين أكبر ساحات العاصمة السورية دمشق. تقع أمام مبنى الإذاعة والتلفزيون في منطقة تشكل عقدة مواصلات رئيسية غرب دمشق، أُعيد تجديد الساحة ووضعت نوافير مياه في وسطها، يوجد في طرفها نصب لسيف دمشقي كرمز لقوة المدينة ومنعتها، وهو ينتصب حاملاً إرثها الحضاري ومختزلاً تاريخاً من المعارك والحروب والانتصارات والإنجازات ودليلاً على مهارة الحرفي الدمشقي.

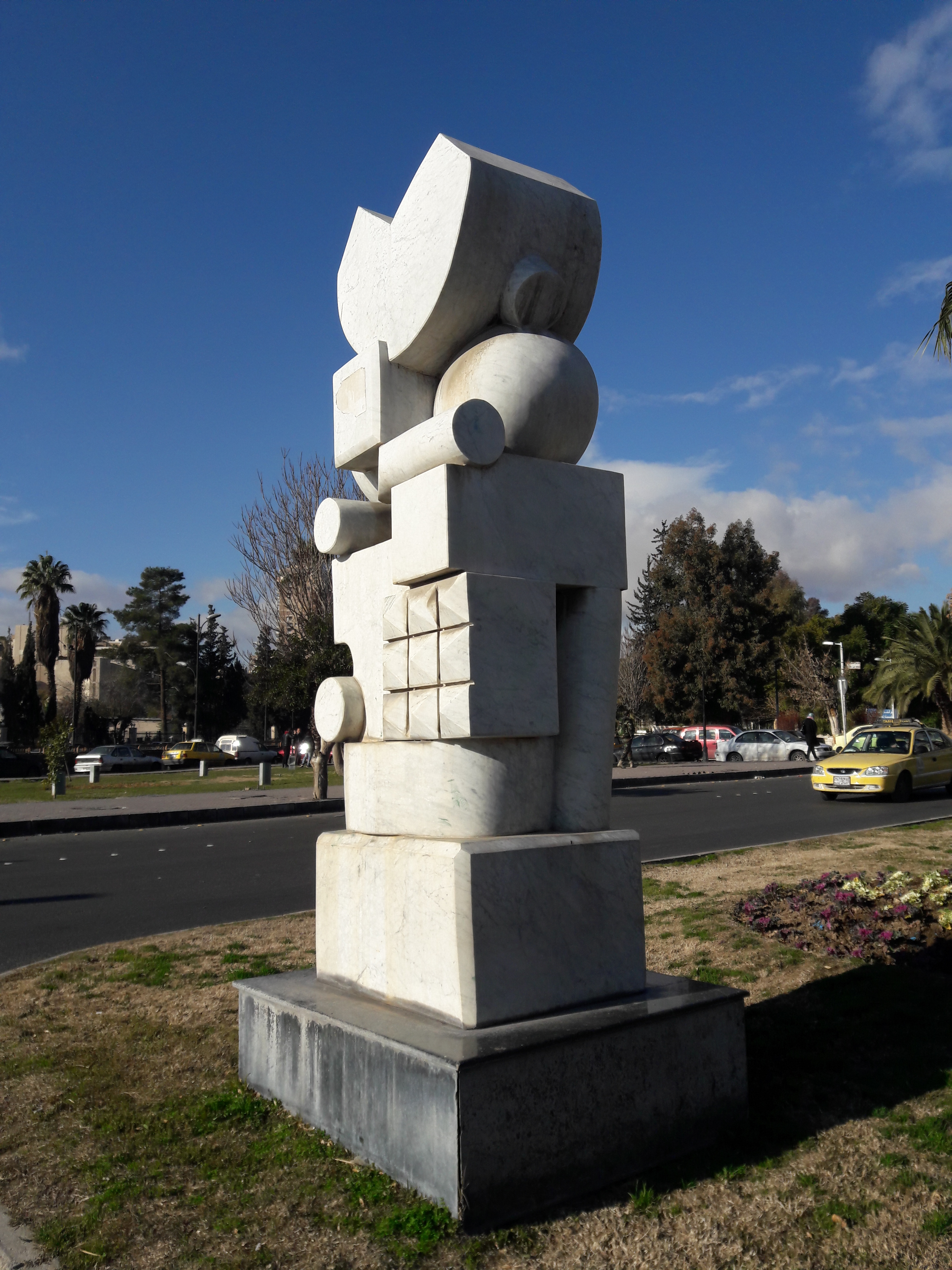
أحد منحوتات ساحة الأمويين (بعدسة وفيقة ظاظا)

## موقع الساحة
تشكل الساحة نقطة التقاء بين ثلاث مناطق من مدينة دمشق القديمة والجديدة وهي:
- منطقة القنوات
- منطقة المهاجرين
- منطقة المزة

## الشوارع
يصب في الساحة عدد من أهم شوارع دمشق وهي:
- اوتوستراد المزة
- شكري القوتلي
- عدنان المالكي
- جواهر لال نهرو
- طريق بيروت القديم

## معالم الساحة
يقع على أطراف الساحة عدد من المباني والمنشآت العامة والخاصة المهمة:
- الهيئة العامة للأركان
- المكتبة الحرة الوطنية
- حديقة تشرين
- فندق شيراتون دمشق
- الهيئة العامة للإذاعة والتلفزيون
- الهيئة العامة لدار الأسد للثقافة والفنون